# Angelo Mai
Angelo Mai (Schilpario, 7 de março de 1782 - Castel Gandolfo, 9 de setembro de 1854) foi um cardeal, teólogo e filólogo clássico italiano, famoso por sua descoberta de alguns fragmentos perdidos do De re publica de Marcus Tullius Cicero.

## Biografia
O futuro cardeal nasceu em Schilpario em 7 de março de 1782 em uma família modesta, mas bastante abastada, filho de Angelo Mai (carvoeiro, dos Maifredi) e Pietra Mai (dos Batistei). Além dos dois pais, a família de Angelo era composta por cinco filhos, dois dos quais morreram jovens. Os descendentes eram os filhos de sua irmã Ângela e os de seu tio Manfredo, que assumira a guarda da família após a morte do pai. O irmão Pecino Peter não tinha filhos.
Há quatro períodos principais de sua vida: o de Bérgamo, de 1782 a 1799; o da preparação religiosa de 1799 a 1810; a milanesa da Ambrosiana de 1810 a 1819 e a romana de 1819 a 1854. Sua existência foi condicionada pelos acontecimentos políticos desse período, desde a chegada de Napoleão até a da República Romana em 1849.
Órfão de pai em tenra idade, sob a tutela do referido tio e do pároco da aldeia, foi iniciado nos estudos elementares na paróquia, depois em 1796 nas escolas vizinhas de Clusone, depois no seminário episcopal de Bérgamo. Com a invasão francesa de Napoleão, o seminário foi fechado e Angelo voltou para casa.
Posteriormente, em 1799, ele foi para Colorno para os jesuítas, onde completou seu noviciado e estudou filosofia junto com outros dois aldeões. Em 1803 ele estava no Convitto San Rocco em Parma, onde estudou hebraico.
Ele nunca mais voltou ao seu país natal.
Depois de um período vivido em Nápoles em 1804 para reavivar a Companhia de Jesus, em 1806 retirou-se para Roma no Colégio Romano para fazer os exames de teologia e filosofia. Em 1808 foi ordenado sacerdote em Orvieto, entrou na Companhia de Jesus e dedicou-se se dedicou aos estudos de paleografia. Por motivos políticos foi obrigado a regressar à sua província natal e a viajar para Milão, onde viveu alguns anos. A partir de 1810 foi admitido entre os escritores e doutores da Biblioteca Ambrosiana para a classe de línguas orientais, onde permaneceu até 1819.
Em 1819 voltou a Roma, deixou a Companhia de Jesus e foi nomeado prefeito da Biblioteca do Vaticano por Pio IX, sendo posteriormente elevado ao cardinalato por Gregório XVI em 12 de fevereiro de 1838. Grande erudito clássico, esperou quarenta anos para pesquisar e publicar textos, ainda que com método filológico imperfeito e sumário; através do estudo dos palimpsestos, que só com ele se tornou sistemático, chegou a grandes descobertas de textos clássicos. Entre outras coisas, uma descoberta extraordinária diz respeito à descoberta dos livros do "De re publica" de Cícero, para os quais Giacomo Leopardi dedicou uma canção intitulada "a Angelo Maj".
Os estudos filológicos e as consequentes descobertas e recuperações excepcionais realizadas primeiro na Biblioteca Ambrosiana e depois na Biblioteca do Vaticano não podem ser atribuídos apenas a circunstâncias afortunadas, mas foram fruto de uma pesquisa sistemática, de uma constante e inteligente inclinação e aplicação à investigação. Ele realizou muitas outras atribuições com vários assuntos. Ele aprendeu que com o uso de uma esponja embebida em ácido gálico, extraído de nozes de bílis pulverizadas e umedecidas, a tinta desbotada do texto desgastado poderia ser tornada visível e antigos e preciosos testemunhos trazidos à luz.
Foram encontradas as cartas do escritor latino Marcus Cornélio Fronto, obra indispensável para melhor compreender a vida imperial e privada de imperadores como Marco Aurélio, Lúcio Vero e Antonino Pio. Em dezembro de 1819, ele descobriu grandes fragmentos de uma das mais importantes obras políticas de Marcus Tullius Cicero: De re publica. A descoberta ocorreu em um manuscrito palimpsesto Bobbiese (Vat. Lat. 5757) que continha o Commenti ai Salmi di Sant'Agostino (escrito no século VII). Mai serviu-se de reagentes químicos à base de taninos (por exemplo, ácido gálico) que lhe permitiram trazer à luz grandes partes da obra de Cícero (livro I-V).
Ele descobriu a mais importante das orações Iseo (Περὶ τοῦ Κλεωνύμου κλήρου, "Pelo legado de Cleonymus").
Ele descobriu a chamada Fragmenta Vaticana que contém passagens dos juristas Paulo, Papiniano, Ulpiano e passagens de constituições imperiais, especialmente de Diocleciano.
Angelo Mai também é uma figura fundamental para o estudo dos Apócrifos do Antigo Testamento. Por volta de 1825 adquiriu para a Biblioteca do Vaticano um manuscrito do texto etíope do Livro de Enoque da Biblioteca do Cardeal Leonardo Antonelli, tornando-o pela primeira vez disponível para pesquisa internacional. Mai desconhecia a origem do manuscrito, mas recentemente foi demonstrado que ele veio do explorador James Bruce, que o havia dado ao Papa Clemente XIV durante sua visita a Roma em dezembro de 1773. Em 1844, Mai também publicou fragmentos gregos inéditos de o mesmo Livro de Enoque, que ele descobriu na Biblioteca do Vaticano em uma nota na margem de um manuscrito do século XI.
Em 1853 fez um testamento em Albano Laziale: distribuiu dinheiro aos pobres de Schilpario, às suas secretárias e criados e estabeleceu que a sua rica biblioteca fosse avaliada e vendida; no caso de compra pelo papa, teria sido vendido pela metade do preço. E assim aconteceu. Ele morreu repentinamente em Castel Gandolfo em 9 de agosto de 1854 aos 72 anos e 6 meses. onde ele tinha ido descansar e talvez para escapar da cólera que fazia vítimas em Roma naqueles dias. Funerais solenes foram pagos a ele tanto em Bergamo, na basílica de S. Maria Maggiore, quanto em Roma, onde foi sepultado, na presença de Pio IX e numerosos cardeais, no transepto esquerdo da basílica de S. Anastasia al Palatino (do qual tinha o título presbiteral), num soberbo sarcófago monumental da autoria do escultor neoclássico Giovanni Maria Benzoni, com epitáfio por ele ditado.
A grata aldeia nativa dedicou-lhe a praça principal (anteriormente della Croce) junto às casas ancestrais, numa das quais foi afixada uma placa. Na igreja da vila foi colocado um monumento com busto na nave e retrato na sacristia.

## Lode de Leopardi
Em janeiro de 1820, apenas um mês depois de Mai ter descoberto alguns fragmentos do terceiro, quarto e quinto livros do "De re publica" de Cícero, Giacomo Leopardi dedicou-lhe uma conhecida canção, intitulada "Ad Angelo Mai".
Entre os dois, desde 1816, travava-se um diálogo epistolar, composto de cartas repletas de elogios de Mai à erudição do jovem Leopardi. Durante a estada de Giacomo em Roma, no inverno de 1822-1823, os dois se conheceram pessoalmente. A reunião, porém, não causou uma impressão muito positiva em Leopardi. De fato, Mai, que entretanto havia sido nomeado primeiro guardião da Biblioteca do Vaticano, parecia um "político" muito bom que, como Giacomo diz em uma carta datada de 9 de dezembro de 1822 a seu pai: "é muito gentil com todos, muito complacente nas palavras, político nos fatos; ele mostra que quer satisfazer a todos e, no final das contas, faz o que quer".

## Títulos
A biblioteca cívica de Bérgamo leva o seu nome, assim como a do Seminário Episcopal de Orvieto (mais tarde ramificação do escritório diocesano de Todi) onde estudou na juventude, enquanto a casa de repouso para idosos do município de Darfo Boario Terme em Val Camonica que tem o nome, referindo-se a um Angelo Mai fu Fermo, benfeitor de Schilpario, é dedicado não a ele, mas a um de seus homônimos.
Em Roma também existe um centro cultural que leva o nome do ilustre homem de letras.